# Sovětská liga ledního hokeje 1984/1985
Sezóna 1984/1985 byla 39. sezonou Sovětské ligy ledního hokeje. Mistrem se stal tým CSKA Moskva.
Tým Avtomobilist Sverdlovsk sestoupil. Ze 2. ligy postoupil celek Salavat Julajev Ufa.

## První fáze
| #  | Tým                     | Z  | V  | R | P  | Sk.    | B  |
| -- | ----------------------- | -- | -- | - | -- | ------ | -- |
| 1  | Dynamo Moskva           | 22 | 19 | 1 | 2  | 107-46 | 39 |
| 2  | CSKA Moskva             | 22 | 16 | 3 | 3  | 115-54 | 35 |
| 3  | Sokol Kyjev             | 22 | 12 | 2 | 8  | 78-63  | 26 |
| 4  | Chimik Voskresensk      | 22 | 11 | 4 | 7  | 74-66  | 26 |
| 5  | SKA Leningrad           | 22 | 9  | 3 | 10 | 58-75  | 21 |
| 6  | Torpedo Gorkij          | 22 | 8  | 4 | 10 | 61-80  | 20 |
| 7  | Spartak Moskva          | 22 | 8  | 3 | 11 | 67-73  | 19 |
| 8  | Dynamo Riga             | 22 | 7  | 5 | 10 | 63-71  | 19 |
| 9  | Ižstal Iževsk           | 22 | 9  | 1 | 12 | 68-88  | 19 |
| 10 | Křídla Sovětů Moskva    | 22 | 6  | 4 | 12 | 73-96  | 16 |
| 11 | Traktor Čeljabinsk      | 22 | 4  | 8 | 10 | 47-62  | 16 |
| 12 | Avtomobilist Sverdlovsk | 22 | 2  | 4 | 16 | 72-109 | 8  |

## Druhá fáze

### Skupina o finálovou skupinu
| # | Tým                | Z  | V  | R | P  | Sk.     | B  |
| - | ------------------ | -- | -- | - | -- | ------- | -- |
| 1 | Dynamo Moskva      | 36 | 29 | 4 | 3  | 178-80  | 62 |
| 2 | CSKA Moskva        | 36 | 28 | 5 | 3  | 194-84  | 61 |
| 3 | Sokol Kyjev        | 36 | 18 | 5 | 13 | 134-129 | 41 |
| 4 | Chimik Voskresensk | 36 | 16 | 6 | 14 | 119-125 | 38 |
| 5 | Torpedo Gorkij     | 36 | 15 | 7 | 14 | 119-123 | 37 |
| 6 | Spartak Moskva     | 36 | 12 | 6 | 18 | 111-126 | 30 |
| 7 | SKA Leningrad      | 36 | 10 | 4 | 22 | 93-145  | 24 |
| 8 | Dynamo Riga        | 36 | 9  | 6 | 21 | 108-149 | 24 |

### O udržení
Celky na 9. - 12. místě hrály prolínací soutěž spolu se čtyřmi nejlepšími týmy 2. ligy. Prolínací soutěž byla rozdělena na dvě skupiny - první skupinu utvořily týmy z první ligy a druhou skupinu týmy ze druhé ligy. Celky se utkaly jak v rámci svých skupin, tak i s týmy protější skupiny. Nejhorší z "prvoligové skupiny" sestoupil, nejlepší z "druholigové skupiny" postoupil.

## Finálová fáze

### Finálová skupina
| # | Tým           | Z  | V  | R | P  | Sk.     | B  |
| - | ------------- | -- | -- | - | -- | ------- | -- |
| 1 | CSKA Moskva   | 40 | 31 | 6 | 3  | 221-95  | 68 |
| 2 | Dynamo Moskva | 40 | 31 | 5 | 4  | 189-95  | 67 |
| 3 | Sokol Kyjev   | 40 | 18 | 5 | 17 | 144-151 | 41 |

### Skupina o 4. - 8. místo
| # | Tým                | Z  | V  | R | P  | Sk.     | B  |
| - | ------------------ | -- | -- | - | -- | ------- | -- |
| 4 | Torpedo Gorkij     | 52 | 23 | 7 | 22 | 165-177 | 53 |
| 5 | Spartak Moskva     | 52 | 20 | 9 | 23 | 176-180 | 49 |
| 6 | Chimik Voskresensk | 52 | 20 | 8 | 24 | 169-183 | 48 |
| 7 | Dynamo Riga        | 52 | 18 | 9 | 25 | 170-196 | 45 |
| 8 | SKA Leningrad      | 52 | 17 | 4 | 31 | 146-208 | 38 |